# Edward Quinan
Edward Pellew Quinan (ur. 9 stycznia 1885, zm. 13 listopada 1960) – brytyjski generał, żołnierz obu wojen światowych.

## Życiorys
Brał udział w I wojnie światowej we Francji i w Mezopotamii. Podczas II wojny światowej Quinan był dowódcą brytyjskich sił w Iraku i to on dowodził brytyjskimi żołnierzami, którzy obalili proniemiecki rząd dyktatora Rashida Ali al-Gajlanisa, który wcześniej przejął władzę w Iraku po zamachu stanu i został zastąpiony przez probrytyjski rząd w 1941 roku po wojnie brytyjsko-irackiej. Quinan wziął także udział w walkach w Syrii i Libanie, gdzie siły Brytyjczyków i Wolnych Francuzów obaliły proniemiecki rząd Vichy w obydwóch państwach. Quinan zaplanował także inwazję na Persję, gdzie szach Reza Pahlawi został obalony i zastąpiony przez swojego syna Mohammeda Reza Pahlawi.
Quinan kontynuował swoją służbę na Bliskim Wschodzie do 1943 roku, kiedy został wycofany do Indii, by przejąć dowództwo nad Armią Północno-Zachodnią. Później w tym samym roku Quinan zaczął poważnie cierpieć na nadciśnienie, którego nabawił się już pod koniec lat 30. XX w. Quinan przeszedł w związku z tym na emeryturę i wrócił do Wielkiej Brytanii, gdzie żył w spokoju do swojej śmierci w 1960 roku.